# Pablo Marí
Pablo Marí Villar (Almussafes, 31 augustus 1993) is een Spaans voetballer die doorgaans als centrale verdediger speelt. Hij verruilde AC Monza in januari 2025 voor Fiorentina.

## Carrière

### RCD Mallorca
Marí speelde van 2010 tot 2013 voor RCD Mallorca, waarvoor hij twee wedstrijden in de Primera División speelde. Hij speelde vooral met het tweede elftal in de Segunda División B, waar hij in drie seizoenen 69 wedstrijden voor speelde op het derde niveau van Spanje. Hij kwam daarin tot drie goals. Zijn enige wedstrijd voor het eerste elftal van RCD Mallorca speelde hij op 7 december 2012 tegen Granada. 

### Gimnàstic de Tarragona
In 2013 vertrok hij naar Gimnàstic de Tarragona, waarmee hij in het seizoen 2014/15 naar de Segunda División A promoveerde. Hij speelde in totaal drie seizoenen voor Gimnàstic en kwam daarin tot 96 wedstrijden en zes goals.

### Manchester City
In 2016 vertrok hij naar Manchester City, wat hem direct aan Girona verhuurde. Daar speelde hij acht wedstrijden op het tweede niveau van Spanje, maar werd hij geen basisspeler.
Vervolgens werd hij voor één seizoen verhuurd aan promovendus NAC Breda. Hij was direct aanvoerder gemaakt van de club en debuteerde op 12 augustus tegen Vitesse. In zijn derde wedstrijd, tegen Sparta Rotterdam, scoorde hij zijn eerste doelpunt voor de club in een 2-2 gelijkspel. Hij miste slechts drie wedstrijden dat seizoen en zorgde er mede voor dat NAC Breda veertiende eindigde en degradatie ontweek. Vervolgens werd hij nog eens verhuurd, ditmaal aan Deportivo de La Coruña, waar hij 38 wedstrijden voor speelde dat seizoen.

### Flamengo
In 2019 verruilde Marí Manchester City definitief voor Flamengo. Hij wist met de club dat jaar zowel de Copa Libertadores als het Braziliaans landskampioenschap te winnen. Ook speelde hij de halve finale en finale van de Wereldbeker voor clubs 2019 tegen Al-Hilal (3-1 winst) en Liverpool (1-0 verlies na verlenging). Hij speelde in totaal dertig wedstrijden voor Flamengo, waarin hij tot drie doelpunten kwam.

### Arsenal
In januari 2020 verruilde Marí CR Flamengo op huurbasis voor Arsenal. Op 2 maart maakte hij in de FA Cup tegen Portsmouth zijn debuut voor de club. Vijf dagen later maakte hij tegen West Ham United zijn debuut in de Premier League. In zijn derde wedstrijd viel hij met een enkelblessure geblesseerd uit en miste hij de rest van het seizoen. Desondanks tekende Marí in de zomer een vierjarig contract bij Arsenal, waarmee hij in augustus 2020 de FA Cup won.
Op 3 december maakte Marí tegen Rapid Wien zijn debuut in de Europa League. Hij was direct goed voor een doelpunt, zijn eerste en enige voor Arsenal, in een 4-1 overwinning. Hij was in twee seizoenen vooral bankzitter en kwam tot 22 wedstrijden voor Arsenal. Hij werd voor de tweede seizoenshelft van het seizoen 2021/22 verhuurd aan Udinese.

### AC Monza
In het seizoen 2022/23 werd Marí opnieuw verhuurd, ditmaal aan het net gepromoveerde AC Monza. Na dat seizoen, waarin hij dertig Serie A-wedstrijden speelde en Monza van nog een seizoen in de Serie A, werd hij definitief overgenomen van Arsenal. Hij speelde nog anderhalf seizoen bij Monza, maar toen de club in de winterstop van 2024/25 stijf onderaan stond in de Serie A, vertrok Monza. Hij speelde in totaal 87 wedstrijden voor Monza.

### Fiorentina
In januari 2025 tekende Marí tweeënhalf seizoen bij Fiorentina. 

## Clubstatistieken
| Seizoen | Club                   | Competitie         | Competitie | Competitie | Beker | Beker | Internationaal | Internationaal | Totaal | Totaal |
| Seizoen | Club                   | Competitie         | Wed.       | Dlp.       | Wed.  | Dlp.  | Wed.           | Dlp.           | Wed.   | Dlp.   |
| ------- | ---------------------- | ------------------ | ---------- | ---------- | ----- | ----- | -------------- | -------------- | ------ | ------ |
| 2010/11 | RCD Mallorca B         | Segunda División B | 19         | 1          | —     | —     | —              | —              | 19     | 1      |
| 2011/12 | RCD Mallorca B         | Segunda División B | 22         | 1          | —     | —     | —              | —              | 22     | 1      |
| 2011/12 | Real Mallorca          | Primera División   | 1          | 0          | 0     | 0     | —              | —              | 1      | 0      |
| 2012/13 | RCD Mallorca B         | Segunda División B | 28         | 1          | —     | —     | —              | —              | 28     | 1      |
| 2013/14 | Gimnàstic de Tarragona | Segunda División B | 29         | 2          | 3     | 0     | —              | —              | 32     | 2      |
| 2014/15 | Gimnàstic de Tarragona | Segunda División B | 37         | 3          | 2     | 0     | —              | —              | 39     | 3      |
| 2015/16 | Gimnàstic de Tarragona | Segunda División A | 25         | 1          | 0     | 0     | —              | —              | 25     | 1      |
| 2016/17 | Manchester City        | Premier League     | —          | —          | —     | —     | —              | —              | 0      | 0      |
| 2016/17 | → Girona               | Segunda División A | 8          | 0          | 1     | 0     | —              | —              | 9      | 0      |
| 2017/18 | → NAC Breda            | Eredivisie         | 31         | 3          | 1     | 0     | —              | —              | 32     | 3      |
| 2018/19 | → Deportivo La Coruña  | Segunda A          | 38         | 2          | 0     | 0     | —              | —              | 38     | 2      |
| 2019    | Flamengo               | Série A            | 22         | 2          | 0     | 0     | 8              | 1              | 30     | 3      |
| 2019/20 | → Arsenal              | Premier League     | 2          | 0          | 1     | 0     | —              | —              | 3      | 0      |
| 2020/21 | Arsenal                | Premier League     | 10         | 0          | 1     | 0     | 5              | 1              | 16     | 1      |
| 2021/22 | Arsenal                | Premier League     | 2          | 0          | 1     | 0     | —              | —              | 3      | 0      |
| 2021/22 | → Udinese              | Serie A            | 15         | 2          | 0     | 0     | —              | —              | 15     | 2      |
| 2022/23 | → AC Monza             | Serie A            | 30         | 1          | 1     | 0     | —              | —              | 31     | 1      |
| 2023/24 | AC Monza               | Serie A            | 34         | 0          | 1     | 0     | —              | —              | 35     | 0      |
| 2024/25 | AC Monza               | Serie A            | 19         | 0          | 2     | 0     | —              | —              | 21     | 0      |
| 2024/25 | Fiorentina             | Serie A            | 13         | 0          | 0     | 0     | —              | —              | 13     | 0      |
| 2025/26 | Fiorentina             | Serie A            | 0          | 0          | 0     | 0     | 0              | 0              | 0      | 0      |
| TOTAAL  | TOTAAL                 | TOTAAL             | 384        | 19         | 14    | 0     | 13             | 2              | 412    | 21     |

## Erelijst
| Competitie                    |             |             |             |             |
| Competitie                    | Aantal      | Jaren       |             |             |
| CR Flamengo                   | CR Flamengo | CR Flamengo | CR Flamengo | CR Flamengo |
| ----------------------------- | ----------- | ----------- | ----------- | ----------- |
| Copa Libertadores             | 1x          | 2019        |             |             |
| Campeonato Brasileiro Série A | 1x          | 2019        |             |             |
| Arsenal FC                    |             |             |             |             |
| FA Cup                        | 1x          | 2019/20     |             |             |

## Trivia
- Marí raakte in oktober 2022 gewond toen een 46-jarige man willekeurig mensen neerstak in een supermarkt in Assago.[2][3]